# Festspielhaus Bregenz

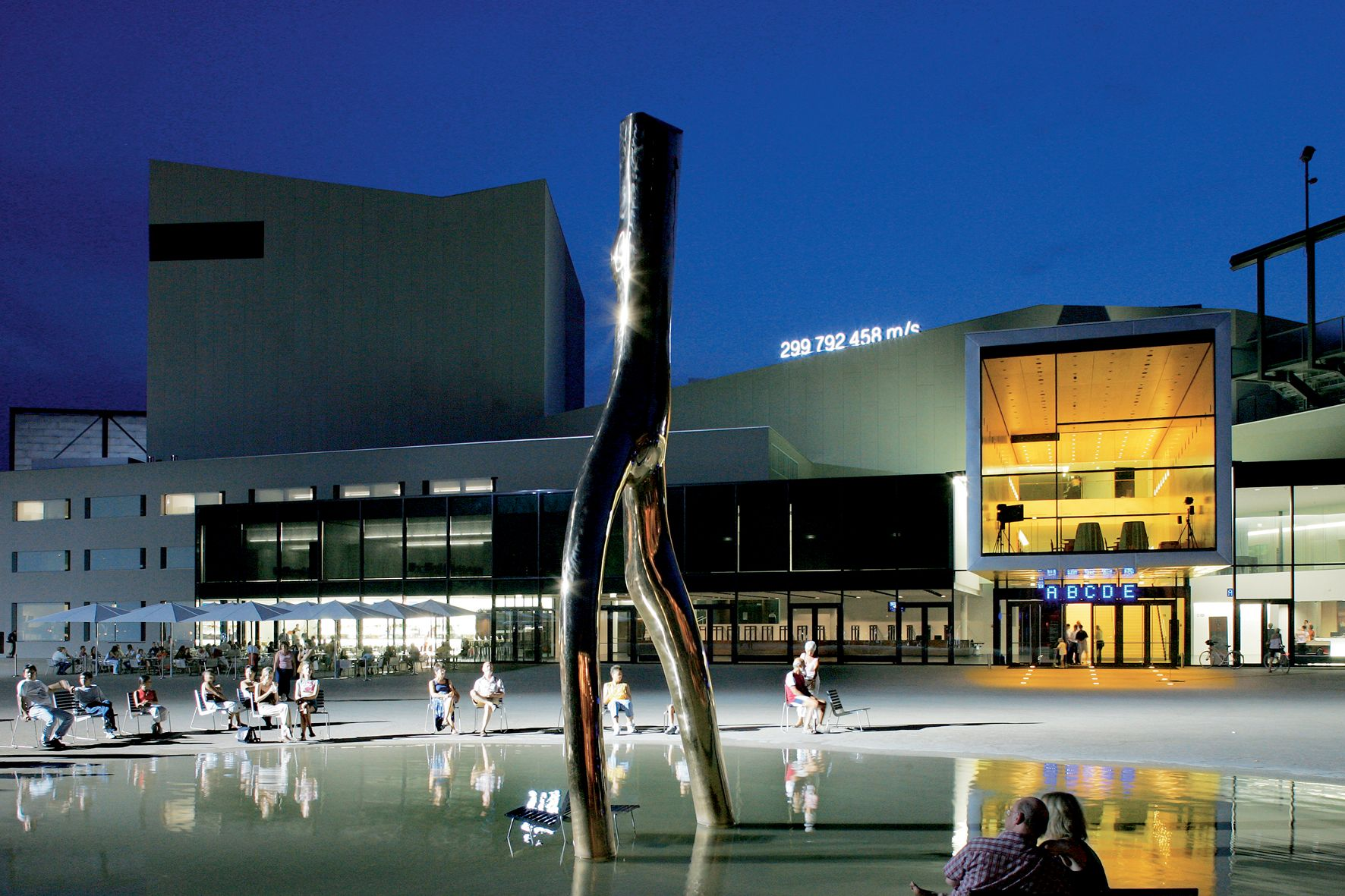
Festspielhaus Bregenz mit Platz der Wiener Symphoniker copyright Kongresskultur Bregenz

Das Festspielhaus Bregenz ist ein Veranstaltungszentrum direkt am Bodensee in Bregenz und wurde im Juli 1980 eröffnet. Es beheimatet die Bregenzer Festspiele und ist Austragungsort von Tagungen, Kongressen, gesellschaftlichen und kulturellen und Veranstaltungen. Betreiber ist die Kongresskultur Bregenz GmbH, eine hundertprozentige Tochtergesellschaft der Landeshauptstadt Bregenz.

## Geschichte

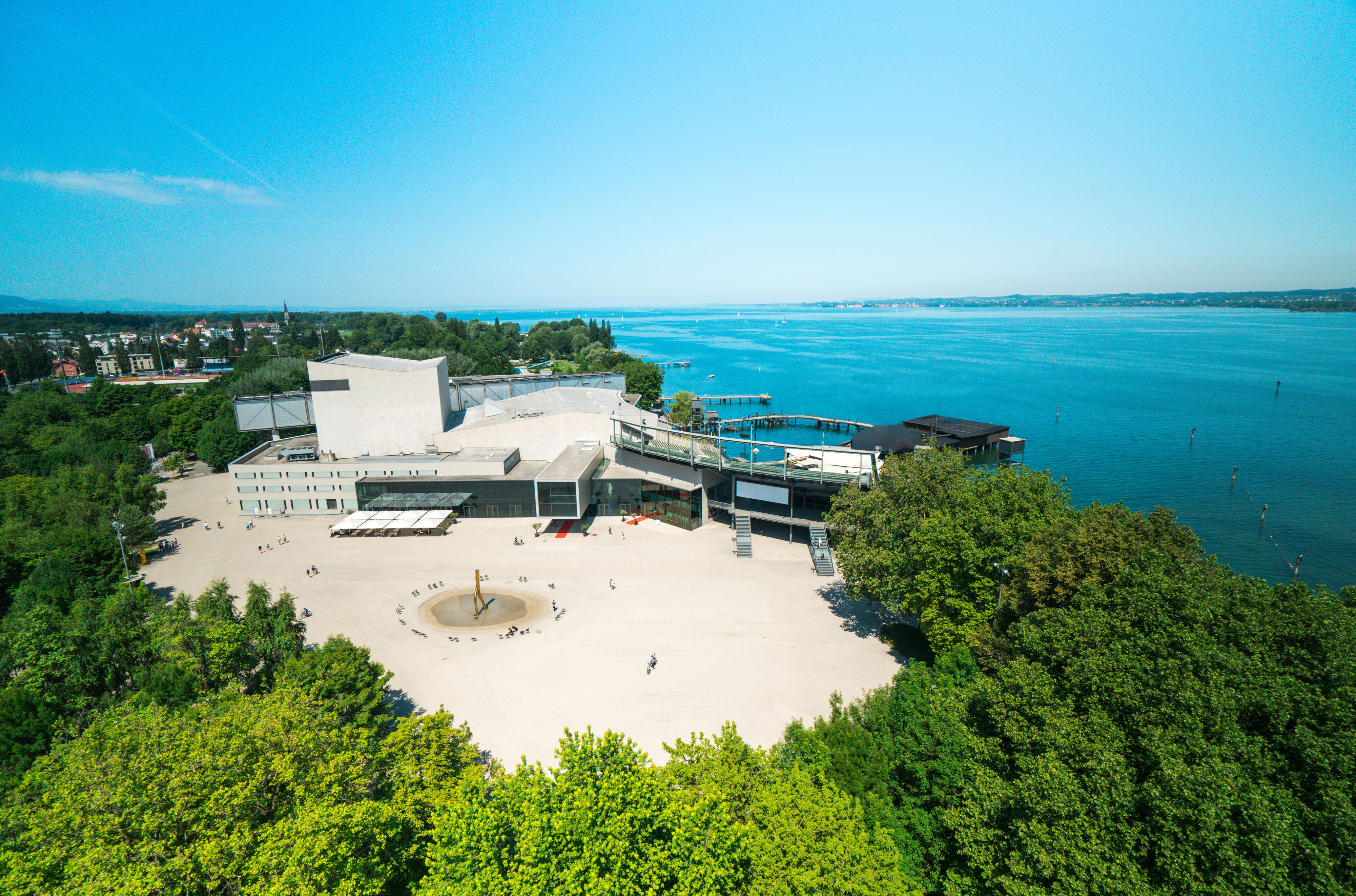
Festspielhaus Bregenz Drohnenaufnahme copyright Kongresskultur Bregenz

1990 wurde ein Architektenwettbewerb für eine Erweiterung des Bauwerks ausgeschrieben, den die in Bregenz und Wien ansässigen Architekten Helmut Dietrich und Much Untertrifaller mit ihrem gleichnamigen Architekturbüro Dietrich/Untertrifaller gewannen. Das Konzept sah einen zweistufigen Ausbau des bestehenden Gebäudes vor.
1996/1997 wurde der erste Teil der Erweiterung errichtet, dazu gehörten Werkstattbühne mit Seitenbühne, Seestudio, Seefoyer, Zentralküche und der neue administrative Teil des Hauses.
2005/2006 wurde das bestehende Gebäude von 1980 generalsaniert und um 10.000 Kubikmeter erweitert. Über ein „Kunst und Bau“-Projekt wurde der „Platz der Wiener Symphoniker“ vor dem Festspiel- und Kongresshaus neu gestaltet.
Die etwa 7 Meter hohe Skulptur „Ready Maid“ wurde von Gottfried Bechtold geschaffen. Der umgekehrte Baum aus polierter Bronze sei eine schreitende Baumfrau, eine Antipode, ein diametral entgegengesetztes Kunstobjekt zu den Aufführungen, so der renommierte Vorarlberger Künstler.
Cerith Wyn Evans schuf eine Installation aus weißem Neonlicht mit dem Schriftzug „299.792.458 m/s“ – die Lichtgeschwindigkeit. Die Installation wurde auf dem Festspielhaus angebracht und kann als Lichtobjekt selbst, als Reflexion in Fensterscheiben und im Wasser, als Schatten etc. wahrgenommen werden.

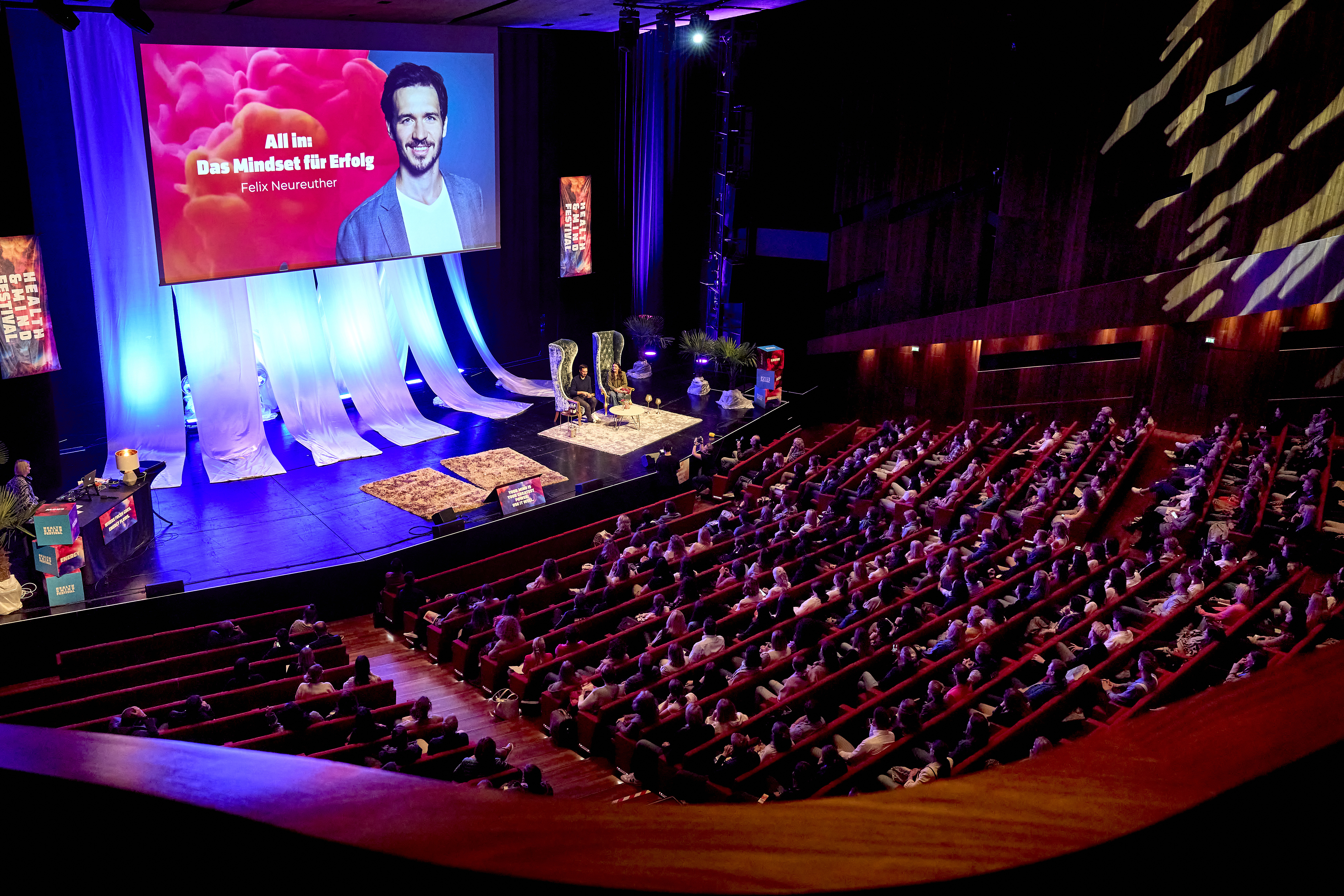
Festspielhaus Bregenz Großer Saal copyright Kongresskultur Bregenz

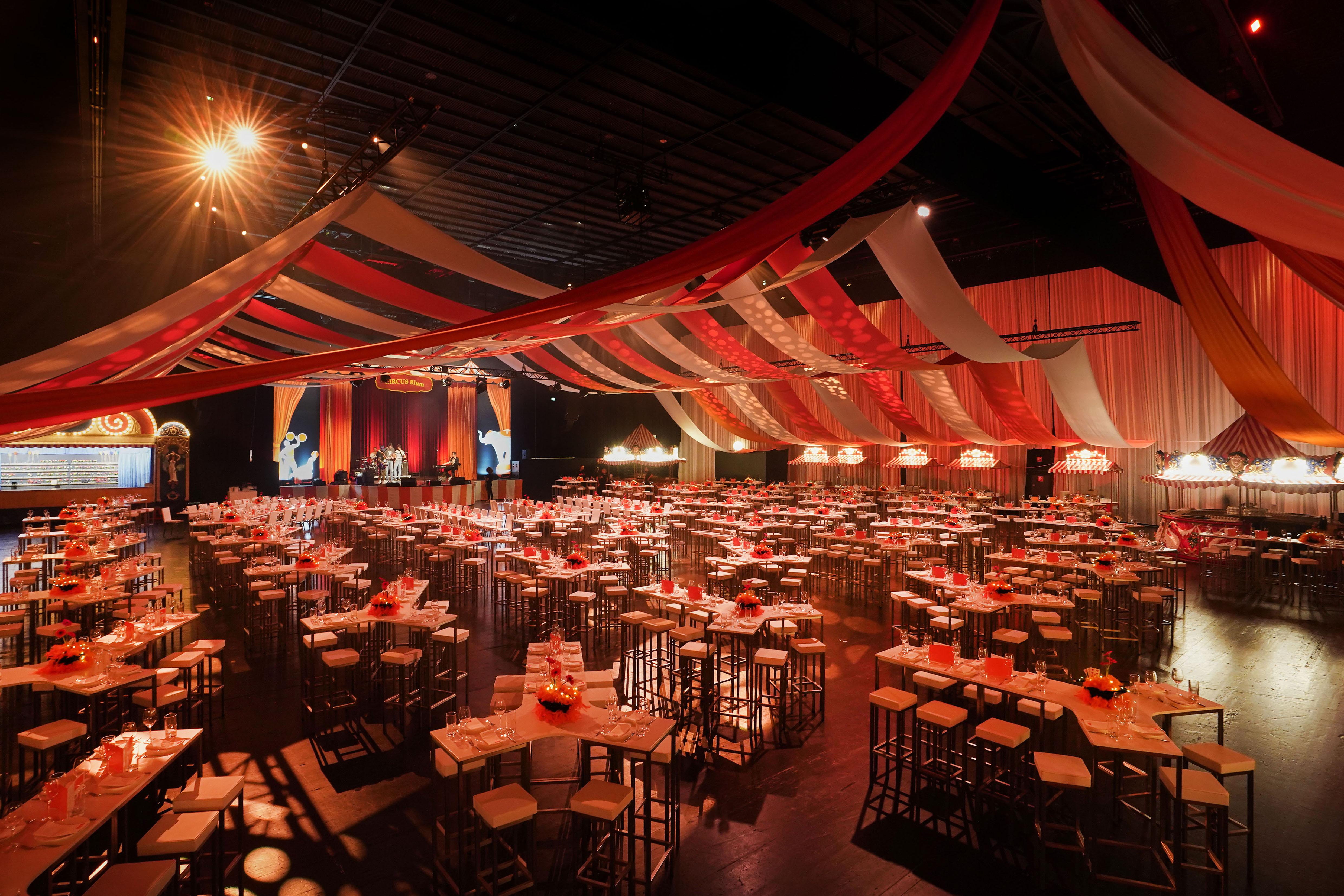
Festspielhaus Bregenz Werkstattbuehne Gala copyright Kongresskultur Bregenz

Das multifunktionale Veranstaltungszentrum ermöglicht die Umsetzung unterschiedlichster Veranstaltungsformate, wie Tagungen und Kongresse, Corporate Events, kulturelle Veranstaltungen, Entertainment sowie gesellschaftliche Veranstaltungen.
- 2009 wurde das Festspielhaus in Bregenz vom europäischen Verband der Veranstaltungs-Centren (EVVC) zu einem der besten Veranstaltungszentren Europas seiner Größe bestimmt, und bekam die entsprechende Auszeichnung „Best Center 2009“.[3]
- 2010 wurde das Festspielhaus vom Bundesministerium mit dem österreichischen Umweltzeichen ausgezeichnet. Als Lizenznehmer des Österreichischen Umweltzeichens kann das Festspielhaus Bregenz Veranstaltung als „Green Meeting & Green Events“ zertifizieren und bei der Umsetzung nachhaltiger Maßnahmen begleiten.
- 2013 erhielt das Bregenzer Festspielhaus erneut eine Auszeichnung des EVVC, nämlich den „Meeting Experts Green Award“ in der Kategorie „Nachhaltiges Veranstaltungszentrum“.[4]
- 2015 folgte die Auszeichnung mit dem österreichischen Umweltzeichen als „Green Location“.
- 2020 zeichnete der internationale Verband der Kongresszentren (AIPC) das Festspielhaus Bregenz zum fünften Mal (2004, 2010, 2016 und 2018) als eines der drei besten Kongresszentren der Welt mit dem AIPC APEX Award aus.

Im Juli 2021 wurde ein Vertrag über das Projekt Sanierung und Erweiterung im Festspielbezirk unterzeichnet. Die Baumaßnahmen des Projektes dauerten bis zum Frühjahr 2025. Neben der Sanierung des Festspielhauses und der Tribüne wurde zusätzlich zur bestehenden Werkstattbühne ein Mehrzweckgebäude mit Werkstätten errichtet.

## Leistungen
Die Dienstleistungen des Festspielhauses Bregenz sind modular aufgebaut und umfassen die Vermietung der Räumlichkeiten einschließlich technischer Ausstattung, die Projektleitung, technisches Fachpersonal sowie den Publikumsservice. Dieses Leistungsspektrum ermöglicht eine umfassende Betreuung von der Konzeption über die Planung bis zur Durchführung von Veranstaltungen.
Das Raumangebot reicht von kleineren Sälen mit einer Kapazität von 100 Personen in Reihenbestuhlung bis hin zum Großen Saal mit 1.656 Sitzplätzen. Insgesamt stehen 23 Veranstaltungsräume zur Verfügung. Darüber hinaus besteht die Möglichkeit, die Tribüne mit bis zu 6.659 Sitzplätzen sowie der Bühne für Open-Air-Veranstaltungen anzumieten.

## Veranstaltungen
Neben den jährlich stattfindenden Bregenzer Festspielen finden Vorstellungen des Tanzfestivals Bregenzer Frühling, die Konzertreihe Bregenzer Meisterkonzerte, Konzerte des Symphonieorchesters Vorarlberg sowie Shows und Konzerte aller Genres im Festspielhaus statt.
Auf der Seebühne gaben Stars wie Falco, Peter Gabriel, Supertramp, Herbert Grönemeyer, Elton John, Udo Jürgens, Xavier Naidoo und Cro Konzerte. Dort fanden 2008 auch Filmaufnahmen zum Film James Bond 007: Ein Quantum Trost statt. Im selben Jahr wurde die Seebühne als Public-Viewing Location für die ZDF-Übertragungen der Fußball-Europameisterschaft 2008 genutzt.
Darüber hinaus wählen viele Veranstaltungsplanerinnen und -planer das Festspielhaus Bregenz als Location für MICE-Veranstaltungen (Meeting, Incentive, Convention, Event) und gesellschaftliche Anlässe.

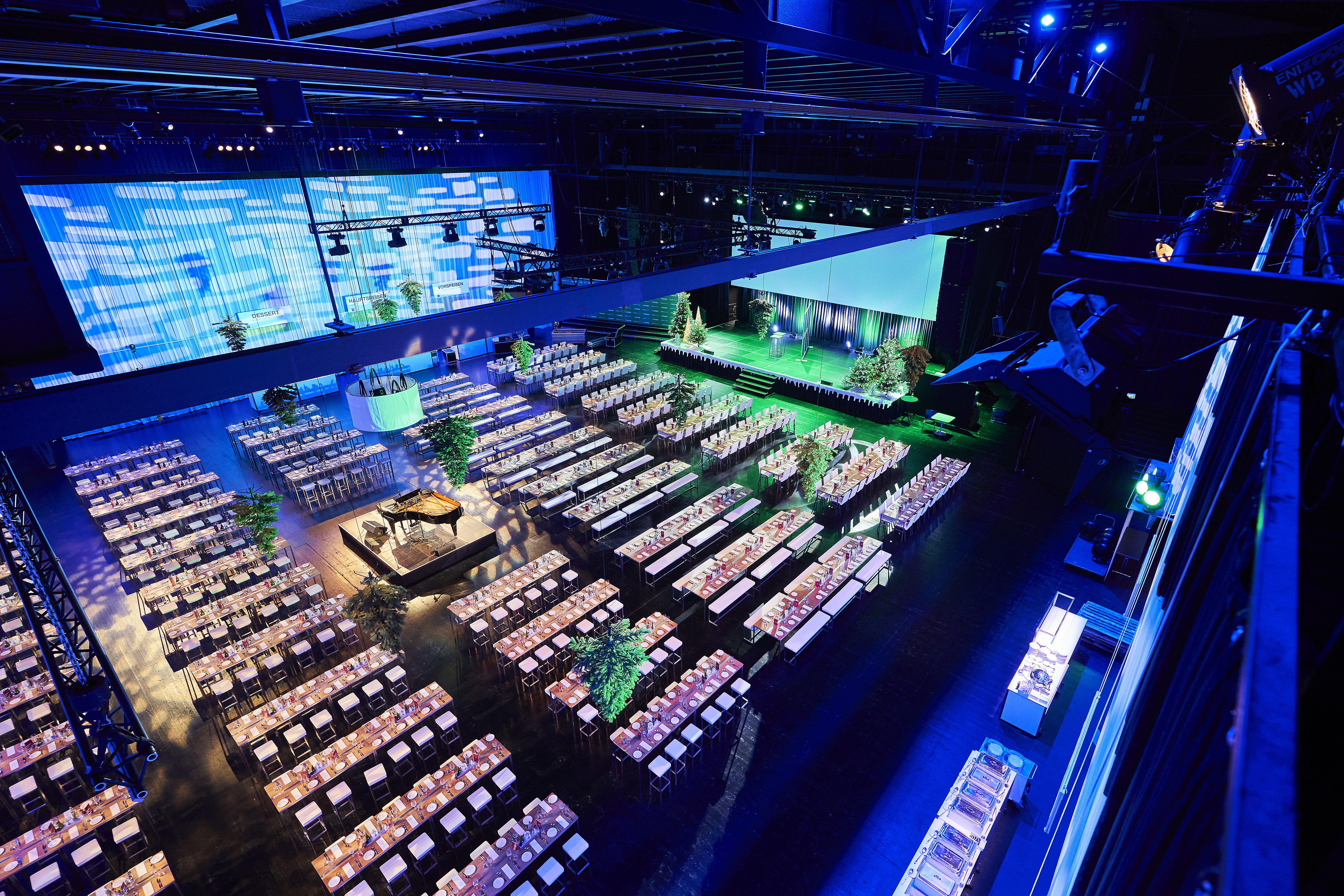
Festspielhaus Bregenz Werkstattbuehne copyright Kongresskultur Bregenz

Einzelne Veranstaltungen im Festspielhaus mit größerer medialer Aufmerksamkeit waren:
- der deutschsprachige Nuklearmedizin-Kongress (2011)
- der deutschsprachige Bildungskongress (2011 und 2014)
- VLOW! Festival im Zwischenraum Kommunikation, Design und Architektur (2008 bis 2016)
- Kongress Büchereiverband Österreichs (2016)
- Frühjahrstagung Onkologie und Hämatologie (2010 und 2017)
- World Future Forum (2017)
- First Lego League Finale Zentraleuropa (2019)
- ÖHV-Kongress (2020)
- die Kunstmesse STAGE Bregenz (2024)

## Weitere Infos
Die Gesellschaft betrieb bis 30. Juni 2017 im Auftrag der Landeshauptstadt Bregenz ein weiteres Veranstaltungszentrum in Bregenz: Als Blackbox errichtet, dient shed8 neben verschiedensten vordergründig kulturellen Veranstaltungen auch als Heimat des Theater Kosmos.
Die Kongresskultur Bregenz GmbH steht im Alleineigentum der Landeshauptstadt Bregenz und beschäftigt 45 Mitarbeitende (Stand 28. Mai 2024).